# Chrysler Valiant Charger
 (mai 2020).
Si vous disposez d'ouvrages ou d'articles de référence ou si vous connaissez des sites web de qualité traitant du thème abordé ici, merci de compléter l'article en donnant les références utiles à sa vérifiabilité et en les liant à la section « Notes et références ».
 (mai 2020).
La mise en forme du texte ne suit pas les recommandations de Wikipédia : il faut le « wikifier ».
Les points d'amélioration suivants sont les cas les plus fréquents. Le détail des points à revoir est peut-être précisé sur la page de discussion.
- Les titres sont pré-formatés par le logiciel. Ils ne sont ni en capitales, ni en gras.
- Le texte ne doit pas être écrit en capitales (les noms de famille non plus), ni en gras, ni en italique, ni en « petit »…
- Le gras n'est utilisé que pour surligner le titre de l'article dans l'introduction, une seule fois.
- L'italique est rarement utilisé : mots en langue étrangère, titres d'œuvres, noms de bateaux, etc.
- Les citations ne sont pas en italique mais en corps de texte normal. Elles sont entourées par des guillemets français : « et ».
- Les listes à puces sont à éviter, des paragraphes rédigés étant largement préférés. Les tableaux sont à réserver à la présentation de données structurées (résultats, etc.).
- Les appels de note de bas de page (petits chiffres en exposant, introduits par l'outil «  Source ») sont à placer entre la fin de phrase et le point final[comme ça].
- Les liens internes (vers d'autres articles de Wikipédia) sont à choisir avec parcimonie. Créez des liens vers des articles approfondissant le sujet. Les termes génériques sans rapport avec le sujet sont à éviter, ainsi que les répétitions de liens vers un même terme.
- Les liens externes sont à placer uniquement dans une section « Liens externes », à la fin de l'article. Ces liens sont à choisir avec parcimonie suivant les règles définies. Si un lien sert de source à l'article, son insertion dans le texte est à faire par les notes de bas de page.
- La présentation des références doit suivre les conventions bibliographiques. Il est recommandé d'utiliser les modèles {{Ouvrage}}, {{Chapitre}}, {{Article}}, {{Lien web}} et/ou {{Bibliographie}}. Le mode d'édition visuel peut mettre en forme automatiquement les références.
- Insérer une infobox (cadre d'informations à droite) n'est pas obligatoire pour parachever la mise en page.

Pour une aide détaillée, merci de consulter Aide:Wikification.
Si vous pensez que ces points ont été résolus, vous pouvez retirer ce bandeau et améliorer la mise en forme d'un autre article.
La Chrysler Valiant Charger était un coupé à toit rigide deux portes présentée par Chrysler Australia en 1971. Il s'agissait d'une version à empattement court de la berline australienne Chrysler Valiant. Introduite avec la Valiant Série VH, elle s'est poursuivie avec les Séries VJ, VK et CL jusqu'à la fin de la production en 1978. Les Séries VH et VJ étaient badgées Valiant Charger tandis que les Séries VK et CL furent badgées Chrysler Charger.
Bien que toujours basée sur la plate-forme américaine A-body de Chrysler, avec une suspension avant pratiquement identique, les ailes ont été élargies et un essieu arrière plus large, tout comme la voie, avant et arrière, était considérablement plus large que toute autre voitures A-body américaine, cela a également permis des roues beaucoup plus larges que les autres voiture A-body américaine. Les Charger australiennes utilisé également un cercle de boulons de roue de 5 sur 4,5" (toujours des goujons de 7/16"), tandis que les voitures américaines ne sont pas passées au "modèle à gros boulons" avant 1973.
La Charger VH fut extrêmement populaire en Australie et en Nouvelle-Zélande où elles étaient assemblées à partir de sous-ensembles importés (CKD). À un moment donné, la production de Charger a représenté 80% de la production australienne de Valiant. Elle a été acclamée par la critique, remportant le prix australien Wheels Car of the Year à sa sortie. Elle était également populaire 
L'image sportive de la Charger fut estompée dès la Série VJ puis effacée avec la Série VK de 1975.
Au cours des sept années de production, les nombreuses versions de la Charger ont reposé sur les moteurs Hemi-6 de Chrysler-Australie et  V8-LA de Chrysler USA.

## Valiant Charger VH
La gamme Chrysler Valiant Charger VH, introduite en 1971, était composée des modèles Charger, Charger XL, Charger 770 et Charger R / T (Road / Track). Cette dernière a perpétué l'image de performance de la Chrysler Valiant Pacer Série VG et lui a succédé dans les courses de voitures de tourisme australiennes. La gamme de voitures était étoffée pour plaire à un large public :
- Charger : Moteur de base de 3.5 L (140ch (100kW)), boîte manuelle 3 vitesses, 2795 $
- Charger XL : Moteur de base de 4.0 L (160ch (120 kW)), boîte manuelle 3 vitesses, 3195 $
- Charger R/T : Moteur de base de 4.3 L (218ch (163 kW)), boîte manuelle 3 vitesses, 3395 $
- Charger R/T : Moteur de base de 4.3 L (280ch (210 kW)), boîte manuelle 3 vitesses, 3975 $
- Charger R/T : Moteur de base de 4.3 L (302ch (225 kW)), boîte manuelle 4 vitesses, 3975 $
- Charger 770 : Moteur de base de 4.3 L (203ch (151 kW)), boîte automatique 3 vitesses, 3625 $
- Charger 770 : Moteur V8 à carburateur double corps de 5.2 L (230ch (170 kW)), boîte automatique 3 vitesses, 4105 $
- Charger 770 SE : Moteur V8 à carburateurs quadruple corps de 5.6 L (275ch (205 kW)), boîte automatique 3 vitesses, 4850 $

L'option Charger R / T E37 comportait une version "Six Pack" du moteur, caractérisée par trois carburateurs Weber double corps horizontaux, qui constituait la base de la voiture de course de tourisme Chrysler pour 1971. Ce moteur peut également être commandé en option sur tous les modèles.
Le moteur de la Charger R / T E49 produisait un couple remarquable grâce à un vilebrequin à 7 paliers, ce qui permettait un développement de puissance considérable qui n'était pas possible avec le précédent 6 cylindres et qui n'a pas été dépassé avant la sortie de la Porsche 911 Turbo (300) de 1975
La Charger 770 SE (Special Edition) avec l'option E55; qui était le moteur V8 340 à 4 carburateur quadruple corps, de nombreux journalistes automobiles ont correctement rapporté, à l'époque, qu'ils étaient importés par Chrysler pour un exercice d'homologation avorté pour les voitures de course de tourisme. Le directeur de Chrysler Racing, John Ellis, a déclaré à l'époque qu'un pick-up équipé du V8 340 (et du même empattement que la Charger R / T) avait été testé sur le circuit de Mallala en Australie du Sud par le pilote de course Leo Geoghegan (et sur des routes locales par Leo et son frère Ian), mais s'est avéré être 2 à 3 secondes plus lent autour de Mallala que l'E49 (le V8 plus lourd à l'avant provoquait un sous-virage sévère et nécessitait un freinage plus tôt que les modèles à moteur six cylindres Hemi). Malgré des temps au tour plus lents à Mallala, il était attendu à ce que la puissance supplémentaire du V8 340 aurait mieux fonctionné sur les longues lignes droites et les montées de Bathurst où il y avait peu de freinages appuyés ou de virages serrés. John Ellis a ensuite déclaré à tort que les moteurs 340 n'avaient pas été importés pour Bathurst et qu'une Charger R / T 340 n'était pas envisagée.
Colin Adey a importé 336 moteurs 340 et des boîtes de vitesses à 4 rapports selon les instructions directes de l'ingénieur en chef de Chrysler, Walt McPherson. Les directeurs généraux de Chrysler, David Brown et Walt McPherson, avaient discuté des défauts de l'E49 à moteur 265 et décidé que le modèle à moteur 340 devait être la prochaine voiture de tourisme R / T. Cette information n'a jamais filtré jusqu'à John Ellis.
En raison d'une mauvaise couverture médiatique au moment où le programme 340 a été abandonné, Chrysler a fait la seule chose qu'il pouvait faire, qui était de récupérer les dépenses en vendant des stocks de moteurs 340 importés. Les moteurs étaient vendus dans la Charger 770 SE haut de gamme (Grand Tourer).
La SE était équipée d'une transmission TorqueFlite 727 importée, Chrysler a encore affaibli les performances du moteur en utilisant une seule ligne d'échappement. Outre son moteur unique, la Charger 770 SE comportait d'autres détails de signature tels qu'une combinaison de garnitures en vinyle noir et blanc et une garniture en vinyle avec une seule couleur Maroon, un tableau de bord en métal tourné et elle n'était disponible qu'en trois couleurs de carrosserie, à savoir Vintage Red (rouge vif), Limelight (vert) et Sunfire (jaune métallique). Les chiffres de production indiquent que Chrysler a fabriqué un total de 125 Valiant Charger VH 770 SE, dont deux ont été peintes en White et Deep Maroon.

## Valiant Charger VJ
En mars 1973, la gamme VH a été remplacée par la Série VJ. La VJ présentait des changements au capot, à la calandre, à l'éclairage et au panneau caractéristique du quart arrière, avec notamment des phares ronds de 7" remplaçant les unités rectangulaires précédentes. De manière significative, cette nouvelle gamme de modèles a vu la fin de la Charger R / T, ce qui coïncidait à peu près avec le retrait officiel de Chrysler à la participation aux courses de voitures de tourisme australiennes à la fin de la saison 1972. Cependant, les éléments essentiels de l'option de moteur Six Pack E37 ont été repris dans la Série VJ, désormais appelée option de moteur E48.
- option E48 : Moteur "Six Pack" Street Tune de 265 pouces cubes (4,3 L) avec trois carburateurs Weber double corps et boîte de vitesses manuelle à quatre vitesses.
- option E55 : V8 5.6 L à carburateur quadruple de 275ch (205 kW) (têtes de soupape de 1,88")[3]
- option E57 : V8 5.9 L à carburateur double corps de 255ch (190 kW) (introduit fin 1974 pour remplacer l'option E55)
- option A23 : Charger Sportsman VJ

Charger VJ 770 (avec option E55) : Lorsqu'elles étaient spécifiées avec l'option de moteur E55, moteur V8 340, ces voitures de la Série VJ n'étaient plus étiquetées Charger 770 "SE" édition spéciale. Cela signifie qu'une variété de combinaisons de couleurs et de garnitures sont présentées dans les Charger VJ avec option E55, de sorte que les seules caractéristiques distinctives externes étaient les badges "340 4BBL" sur les ailes avant. La plupart des voitures de la Série VJ avec option E55, mais pas toutes, comportaient également l'option de roues W35, en alliage de sept pouces de largeur, qui étaient un élément de signature pour toutes les Charger E38, E49 et E55 de la Série VH. 
Il y avait une amélioration du moteur dans ce modèle par rapport à la précédente Série VH. L'introduction de «l'allumage électronique» a remplacé l'utilisation de l'allumage par points. Cela a considérablement amélioré la voiture pour une utilisation normale, ce qui facilite les démarrages à froid et ne nécessite plus de régler l'allumage tous les 10 000 km environ.
Le carburateur Carter ThermoQuad a également été utilisé dans cette série, mais pas depuis le début, ou du moins toutes les voitures n'ont pas quitté l'usine avec. Certaines avaient encore les carburateurs AVS des modèles précédents. Le moment où le changement de carburateur a été mis en œuvre est inconnu, certains exemplaires ayant le Thermoquad et les versions ultérieures conservant l'AVS. Il est considéré qu'il y a une amélioration des performances du moteur car le débit dans le carburateur est passé de 625 cfm à 800 cfm pour le Thermoquad.
Pendant la durée de vie de cette option, il y a eu d'autres variantes mécaniques à l'instar des culasses. Selon les manuels de service, les premiers modèles de VJ conservaient les soupapes d'admission de 2,02", tandis que les en disposaient de 1,88", sans que l'on sache à quel moment cette modification ait eu lieu.
Il semble que la plupart des versions E55 aient été fabriquées au cours de la seconde moitié de 1973. Lorsque les stocks restants du V8 340 de 5,6 L ont été épuisés, Chrysler a cessé de fabriquer des voitures avec l'option E55 et, à la fin de 1974, a étendu la disponibilité du plus tranquille V8 360 de 5,9 L (provenant de la prestigieuse Chrysler by Chrysler) à la Charger 770 via l'option E57.
Charger Sportsman VJ (option A23) : en août 1974, la Charger Sportsman est sortie en édition limitée, basée sur la finition XL. Construite à 500 unités, toutes les Sportsman étaient peintes dans une combinaison exclusive de Vintage Red et blanc, avec un intérieur noir et blanc combiné avec une garniture en tissu spécifique. Ces voitures étaient propulsées par le moteur 265 standard et une transmission manuelle à quatre vitesses.

## Charger VK
La Charger Série VK légèrement révisée est sorti en octobre 1975 en seulement deux variantes :
- Charger XL : Options de moteur de 3.5 L, 4 L et 4.3 L avec boîte manuelle 3 vitesses
- Charger 770 : Options de moteur V8 de 4L, 4.3 L, 5.2 L et 5.9 L avec boîte manuelle 3 vitesses

L'introduction de la Série VK a vu la disparition de l'option "Six Pack" E48, de sorte qu'il ne restait qu'un moteur de base de 4,3 L.
La Charger était désormais commercialisée sous le nom de Chrysler Charger plutôt que sous le nom de Chrysler Valiant Charger, les insignes avec le script Chrysler ayant remplacé les insignes Valiant à l'avant et à l'arrière. Parmi les autres changements apportés au modèle VK, citons le traitement de la calandre "white-out", les groupes de feux arrière révisés et l'ornementation du pilier "C" révisé, utilisant des panneaux noirs allongés en fibre de verre, incorporant les badges d'identification XL ou 770. À l'intérieur, les commandes d'essuie-glace et de lave-glace du pare-brise étaient désormais intégrées à la tige du clignotant et il y avait aussi quelques révisions de finition qui comprenaient des inserts audacieux en tissu Boca-Raton pour la Charger 770.
En juin 1976, l'ADR 27A (un règlement mis à jour des émissions) a été mis en œuvre pour tous les véhicules à moteur du marché australien, ce qui a entraîné la suppression des moteurs L6 de 3,5 L et V8 de 5,9 L de tous les véhicules concernés de la gamme VK de Chrysler.
Charger VK White Knight Special (option A50) : après juillet 1976, Chrysler a sorti 200 Charger XL en édition limitée qui étaient principalement un traitement esthétique à l'intérieur et à l'extérieur, et dotées d'un spoiler avant. 100 ont été peintes en Arctic White et les 100 autres le furent en Amarante Red, avec pare-chocs et calandre coordonnés. Ces voitures disposaient le moteur six cylindres de 4,3 L, avec un choix de transmission manuelle ou automatique, et les intérieurs étaient garnis d'une combinaison spécifique de vinyle blanc avec des accents rouges.

## Charger CL
La Charger de la Série CL a été introduite fin octobre 1976 et était le dernier modèle de Charger fabriquée en Australie, elle comportait une nouvelle carrosserie avant et devait être désignée Série VL, mais Chrysler a décidé de la renommer CL pour refléter le nom de l'entreprise Chrysler qui était désormais appliqué à toute la gamme de voitures vendues en Australie.
La variante Charger XL a été supprimée (sauf pour les fonctions de police) de sorte que la Série CL ne proposait que la Charger 770 en vente publique.
Charger CL Drifter (options A34 et A49) : Tard dans la vie de la Charger CL, Chrysler a introduit la finition optionnelle Drifter qui était disponible en quatre couleurs de carrosserie, à savoir Spinnaker White (A34), Impact Orange (A49), Sundance Yellow (A49) et Harvest Gold (A49). Il s'agissait essentiellement d'une option cosmétique inspirée des fonctionnalités trouvées sur le fourgon Chrysler Drifter. Ces voitures étaient disponibles dans un choix de moteurs de 4,3 L (262,4 pouces cubes) ou 5,2 L (317,3 pouces cubes), mais uniquement avec une transmission manuelle à 4 vitesses.
La production manufacturière da la Charger de Chrysler a cessé le 16 août 1978.

## Sport automobile
La Charger Valiant a couru à titre officiel en Australie en 1971 et 1972, la plupart des efforts étant concentrés sur l'événement annuel des 500 miles de tourisme de Bathurst. Chrysler Australie a fait appel aux services du pilote de course Leo Geoghegan pour aider au développement de la Charger en tant que voitures de course de tourisme. La Charger a remporté la première course à laquelle elle était engagée, le Toby Lee 100 à Oran Park, conduite par Doug Chivas. Dans l'Hardie-Ferodo 500 de 1972 à Bathurst, une Charger R/T VH E49 conduite par Doug Chivas s'est classée troisième tout de suite derrière une Ford Falcon GTHO XY et une Holden Torana GTR XU-1. Elles ont largement été battues par la Falcon GTHO XY, rodant plus lentement environ 6 secondes par tour en raison de problèmes d'alimentation des plaquettes de frein. Une rumeur peut exister, ne serait-ce que sur cette page, selon laquelle la commande de Sydney pour l'équipe Chrysler, et d'autres équipes, aurait été égarée le samedi soir avant la course de dimanche. La rumeur prétend en outre qu'Holden et Ford ont accepté un accord, ou que les équipes des deux principaux fabricants australiens ont joué un rôle. Il semble beaucoup plus probable que les fans de la marque Chrysler, moins appréciée en Australie à l'époque, avaient des vœux pieux. Cette rumeur n'est étayée par aucune mention, ni même par rapport aux plaquettes de frein manquantes. Mais la rumeur montre la rivalité militante des 3 marques en Australie et incarne les sentiments des différents fans lors des grands jours de course, en particulier à Bathurst. En général, selon les opinions des passionnés des trois grandes marques, Ford, Holden (GMH) et Chrysler, Chrysler étaient généralement considérées comme la demoiselle d'honneur laide, avec Ford deuxième, et Holden bénéficiant de sa place grâce à l'illusion qu'elle était plus australienne.
En Nouvelle-Zélande, où les règles concernant les voitures de tourisme étaient moins ouvertes, la Charger s'est révélée imbattable de 1971 à 1979 lors de la célèbre série B&H 500 miles (plus tard 1000 km) qui s'est tenue au Pukekohe Park Raceway. Les pilotes néo-zélandais les plus performants étaient Leo Leonard et Jim Little.
Allan Moffat, au volant de la Ford Falcon GTHO XY, a été largement battu par la Charger en Nouvelle-Zélande. Moffat a proclamé la voiture gagnante comme "La Charger la plus rapide du monde".